# Гангачара
Гангачара (бенг. গঙ্গাছড়া, англ. Gangachhara) — город на севере Бангладеш, административный центр одноимённого подокруга. Площадь города равна 9,86 км². По данным переписи 2001 года, в городе проживало 12 600 человек, из которых мужчины составляли 52,02 %, женщины — соответственно 47,98 %. Плотность населения равнялась 1278 чел. на 1 км². Уровень грамотности населения составлял 28,6 % (при среднем по Бангладеш показателе 43,1 %). Город является центром табачной промышленности.